# Nicolás Castells
Nicolás Castells, OFMCap (4 de novembro de 1799 – 7 de setembro de 1873) foi um clérigo católico romano espanhol, administrador apostólico de Bagdá e diplomata da Santa Sé.

## Biografia
Natural de Barcelona, Nicolás Castells ingressou na Ordem dos Frades Menores Capuchinhos e foi ordenado em data não conhecida.
Em 19 de junho de 1866, o Papa Pio IX o nomeou como Arcebispo Titular de Marcianópolis e Administrador Apostólico da Arquidiocese de Bagdá. O Patriarca Latino de Jerusalém, Giuseppe Valerga, ordenou-o bispo em 9 de setembro do mesmo ano; os co-consagradores foram o bispo auxiliar de Jerusalém, Vincenzo Bracco, e o arcebispo católico armênio de Mardin, Melchiorre Nazarian. Em 23 de novembro de 1866, Pio IX o nomeou também Delegado Apostólico na Mesopotâmia, Curdistão e Armênia Menor.